# قراص غشائي
قراص غشائي أو قراص مذنب أو قراص مُريب (الاسم العلمي: Urtica membranacea)، نبات حولي من فصيلة القراصية. ساقه منتصبة تعلو من 10 إلى 120 سم، مربعة، موبرة. أوراقه قوية التسنن، أوبارها حارِقة، متفرقة، عُنقها مساوٍ لطول النصل. إزهراراته الذكرية أطول من الأوراق، متوأمة، مُزندة. ازهاره بيضاوية الكأسيات التي قد تصطبغ بالأرجواني. يوجد في جميع أنحاء مناطق البحر الأبيض المتوسط، وشبه الجزيرة الأيبيرية بشكل رئيسي في المقاطعات البحرية.